# العلاقات البولندية اللاوسية
العلاقات البولندية اللاوسية هي العلاقات الثنائية التي تجمع بين بولندا ولاوس.

## مقارنة بين البلدين
هذه مقارنة عامة ومرجعية للدولتين:
| وجه المقارنة                                              | بولندا                                                                             | لاوس        |
| --------------------------------------------------------- | ---------------------------------------------------------------------------------- | ----------- |
| المساحة (كم2)                                             | 312.68 ألف                                                                         | 236.80 ألف  |
| عدد السكان (نسمة)                                         | 38.43 مليون                                                                        | 6.86 مليون  |
| الكثافة السكانية (ن./كم²)                                 | 122.91                                                                             | 28.97       |
| العاصمة                                                   | وارسو                                                                              | فيينتيان    |
| اللغة الرسمية                                             | اللغة البولندية                                                                    | اللغة اللاو |
| العملة                                                    | زلوتي بولندي                                                                       | كيب لاوي    |
| الناتج المحلي الإجمالي (بليون دولار)                      | 524.51 مليار                                                                       | 16.85 مليار |
| الناتج المحلي الإجمالي (تعادل القوة الشرائية) بليون دولار | 1.02 تريليون                                                                       | 38.71 مليار |
| الناتج المحلي الإجمالي الاسمي للفرد دولار أمريكي          | 12.55 ألف                                                                          | 1.82 ألف    |
| الناتج المحلي الإجمالي للفرد دولار أمريكي                 | 26.14 ألف                                                                          |             |
| مؤشر التنمية البشرية                                      | 0.843                                                                              | 0.575       |
| رمز المكالمات الدولي                                      | +48                                                                                | +856        |
| رمز الإنترنت                                              | .pl                                                                                | .la         |
| المنطقة الزمنية                                           | توقيت وسط أوروبا، ت ع م+01:00، ت ع م+02:00، أوروبا/وارسو ‏، توقيت وسط أوروبا الصيفي | ت ع م+07:00 |

## منظمات دولية مشتركة
يشترك البلدان في عضوية مجموعة من المنظمات الدولية، منها:
| علم المنظمة | اسم المنظمة                        | تاريخ انضمام بولندا | تاريخ انضمام لاوس |
| ----------- | ---------------------------------- | ------------------- | ----------------- |
|             | مؤسسة التنمية الدولية              | 28 أكتوبر 1960      | 28 أكتوبر 1963    |
|             | يونسكو                             | 6 نوفمبر 1946       | 9 يوليو 1951      |
|             | وكالة ضمان الاستثمار متعدد الأطراف | 29 يونيو 1990       | 5 أبريل 2000      |
|             | الأمم المتحدة                      | 24 أكتوبر 1945      | 14 ديسمبر 1955    |
|             | البنك الدولي للإنشاء والتعمير      | 27 يونيو 1986       | 5 يوليو 1961      |
|             | منظمة حظر الأسلحة الكيميائية       | ?                   | ?                 |
|             | مؤسسة التمويل الدولية              | 29 ديسمبر 1987      | 29 يناير 1992     |
|             | منظمة الشرطة الجنائية الدولية      | ?                   | ?                 |

## وصلات خارجية
- موقع وزارة الخارجية البولندية
- موقع وزارة الخارجية اللاوسية